# Oscar Eriksson
Oscar Israel Eriksson (ur. 28 czerwca 1889 w Örebro, zm. 26 grudnia 1958 tamże) – szwedzki strzelec, oficer i inżynier, srebrny medalista olimpijski.
Ragnar Stare w swojej karierze wziął udział w tylko jednych igrzyskach olimpijskich, w 1920 roku w Antwerpii. Zdobył na nich srebrny medal w drużynie, razem z Sigvardem Hultcrantzem, Erikiem Ohlssonem, Ragnarem Stare i Leonem Lagerlöfem. Indywidualnie z wynikiem 370 punktów zajął 16. miejsce.